# Jugoslaviska mästerskapet i fotboll 1923
Jugoslaviska mästerskapet i fotboll 1923 var det första nationella jugoslaviska mästerskapet i fotboll. Vid denna tid fanns inget seriemästerskap, och istället spelades en cupturnering med enkelmöten. Klubbarna kvalade in via regionala playoffmatcher, som organiseradesav de lokala fotbollsförbunden.

## Kvalificerade lag
- JSD Bačka (Suboticas fotbollsförbund)
- Građanski Zagreb (Zagrebs fotbollsförbund)
- Hajduk Split (Splits fotbollsförbund)
- Ilirija Ljubljana (Ljubljanas fotbollsförbund)
- SK Jugoslavija Belgrade (Belgrads fotbollsförbund)
- SAŠK Sarajevo (Sarajevos fotbollsförbund)

## Turnering

### Kvartsfinaler
| Match nummer | Datum            | Hemmalag    | resultat | Bortalag |
| ------------ | ---------------- | ----------- | -------- | -------- |
| 1            | 2 september 1923 | Jugoslavija | 2–1      | Bačka    |
| 2            | 2 september 1923 | SAŠK        | 4–3      | Hajduk   |
| 3            | 2 september 1923 | Građanski   | 2–1      | Ilirija  |

### Semifinaler
| Match nummer     | Datum            | Hemmalag    | resultat | Bortalag |
| ---------------- | ---------------- | ----------- | -------- | -------- |
| 1                | 2 september 1923 | Jugoslavija | 3–4      | SAŠK     |
| Građanski vidare |                  |             |          |          |

### Final
| Match nummer | Datum             | Hemmalag  | resultat | Bortalag |
| ------------ | ----------------- | --------- | -------- | -------- |
| 1            | 30 september 1923 | Građanski | 1–1      | SAŠK     |
| Omspel       | 1 oktober 1923    | Građanski | 4–2      | SAŠK     |

### Mästarna
HŠK Građanski (tränare: Arthur Gasckell)
Dragutin Vrđuka
Fritz Ferderber
Miho Remec
Jaroslav Schiffer
Dragutin Vragović
Rudolf Rupec
Rudolf Hitrec
Dragutin Babić
Stjepan Pasinek
Antun Pavleković
Franjo Mantler
Emil Perška
Bela Šefer